# Брик-Алга
Брик-Алга (баш. Берек-Алға) — деревня в Белебеевском районе Республики Башкортостан Российской Федерации. Входит в состав Малиновского сельсовета.

## География

### Географическое положение
Расстояние до:
- районного центра (Белебей): 11 км,
- центра сельсовета (Малиновка): 9 км,
- ближайшей ж/д станции (Аксаково): 2 км.

## История
Название происходит от назв. речки Берек и колхоза "Алға" .
Закон «О внесении изменений в административно-территориальное устройство Республики Башкортостан в связи с образованием, объединением, упразднением и изменением статуса населенных пунктов, переносом административных центров» от 20 июля 2005 года N 211-З постановляет:
2. Объединить следующие населенные пункты с сохранением наименований:

3) в Белебеевском районе:

г) поселение железнодорожная будка 3 км и деревню Брик-Алга Малиновского сельсовета, установив объединенному населенному пункту тип поселения - деревня, с сохранением наименования "Брик-Алга";

## Население
| 2002 | 2009 | 2010 |
| ---- | ---- | ---- |
| 51   | ↘41  | ↗50  |

Национальный состав
Согласно переписи 2002 года, преобладающая национальность — татары (61 %).